# پادگان اموزش دواب
پادگان اموزش دواب، روستایی از توابع بخش مرکزی سوادکوه مازندران است.
نام این روستا از پادگان آموزشی دوآب در ۸کیلومتری جنوب شهر پل سفید گرفته شده است.

## جمعیت
این روستا در دهستان راستوپی قرار دارد و براساس سرشماری مرکز آمار ایران در سال ۱۳۸۵، جمعیت آن 285 نفر (120خانوار) بوده‌است.